# Nekropole von Cademario

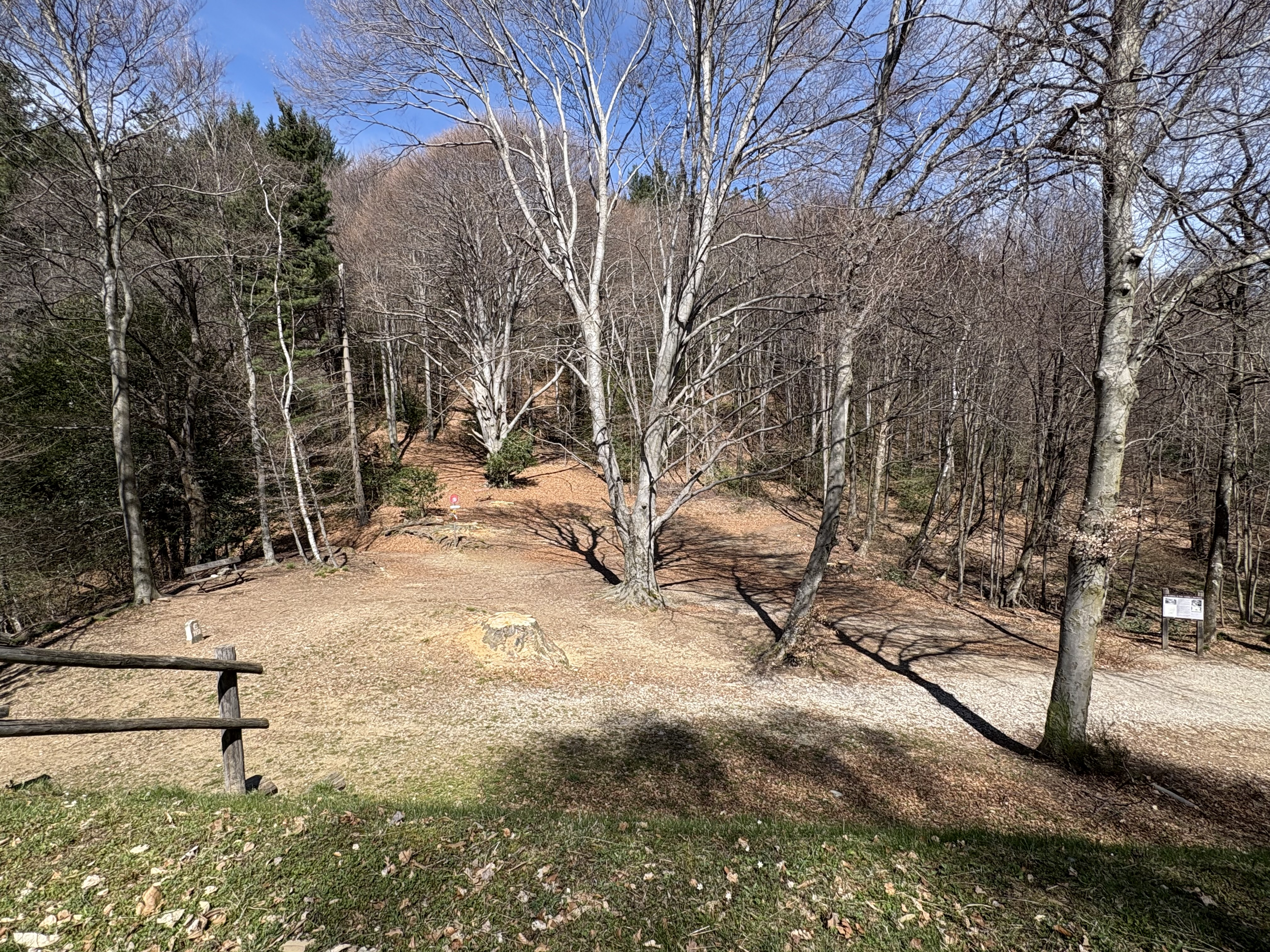
Blick auf den Fundort

Die  Nekropole von Cademario ist ein prähistorischer Siedlungsplatz auf dem Gebiet der Gemeinde Cademario im Schweizer Kanton Tessin. Sie ist im Kulturgüterschutz-Inventar der Schweiz gelistet.

## Lage

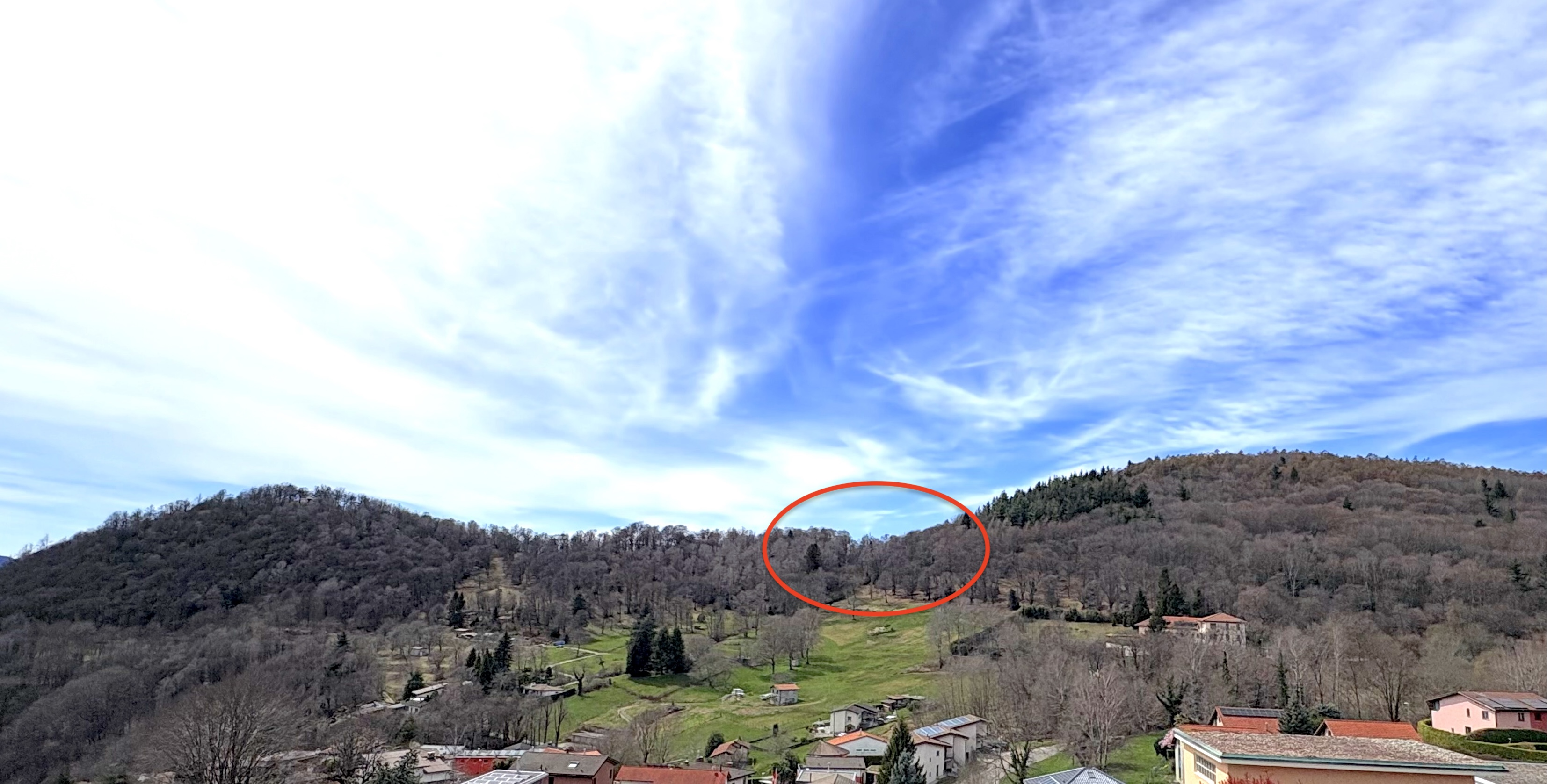
Lage der Nekropole, Blick vom oberen Dorfteil aus

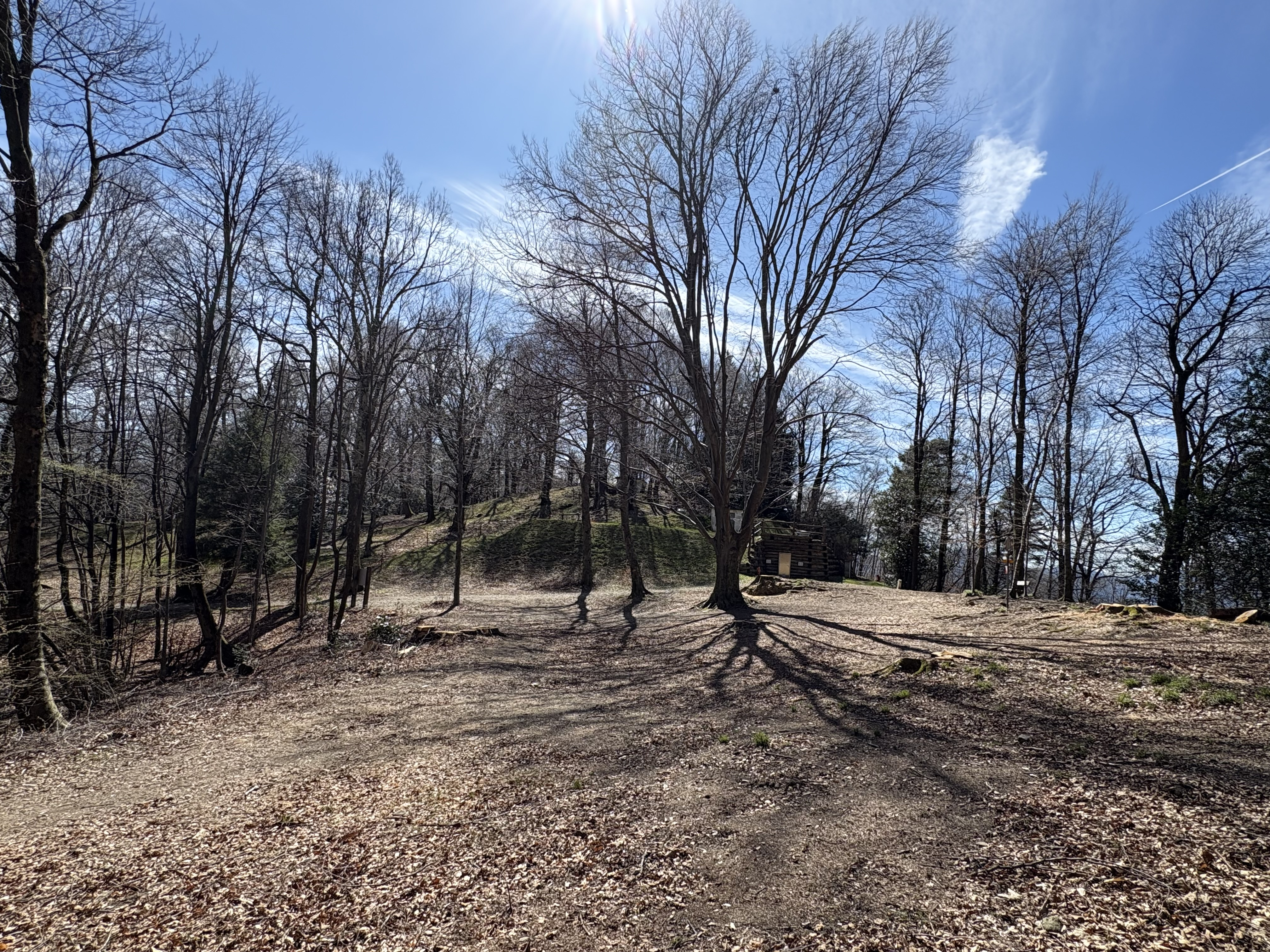
Blick nach Süden

Die Nekropole von Cademario liegt etwa in 1,2 Kilometer Entfernung südwestlich des Dorfzentrums in einem ausgedehnten Kastanienwald. Sie ist vom Dorfteil Lisone auf einem Wanderweg in etwa 20 Minuten gut erreichbar.
Der dortige Flurname Forcora ist das örtliche lombardische Wort für ‘Gabel, gabelartiges Objekt, Pass, Passübergang’, das von lateinisch furcula ‘kleine Gabel, Astgabel, Weggabelung’ abstammt. Zahlreiche Passübergänge tragen dieses Wort im Namen wie z. B. die Forcola di Livigno oder der Furkapass. Auch die Nekropole von Cademario liegt zwischen den Hügeln Montaccio im Norden und San Bernardo im Süden in einer kleinen Senke und bildet damit einen Passübergang. Durch den Fundort verläuft die Grenze zwischen den Gemeinden Aranno und Cademario.

## Entdeckung
Im April 1939 stiessen die Arbeiter beim Bau des Weges über den Bergkamm auf einige Keramikfragmente. Zufälligerweise anwesende Archäologen untersuchten sie oberflächlich und bescheinigten ihr eine grosse historische Bedeutung.
Nach der Entdeckung führte Aldo Crivelli, der damalige Tessiner Inspektor für Ausgrabungen und Museen, eine genaue Inspektion durch und untersuchte eine Fläche von 70 m². 1940 wurden die Untersuchungen fortgesetzt. Es wurde eine bedeutende Nekropole freigelegt, die der Eisenzeit zugeordnet wurde.

## Befund
Die Nekropole umfasste insgesamt 19 Gräber und 12 Ustrine, Verbrennungsplätze für Verstorbene; die Bestattungen in der frühen und späten Eisenzeit fanden als Kremationen statt.
Das Grab bestand aus einer Kiste aus Steinplatten, in der Keramikgefässe mit manchmal fein dekorierten persönlichen Gegenständen des Verstorbenen lagen wie Armbänder, Ringe oder Fibeln. Auch wurden zahlreiche Werkzeuge und Geräte aus Feuerstein oder Quarz gefunden wie Pfeilspitzen, kleine Messer und Schaber.

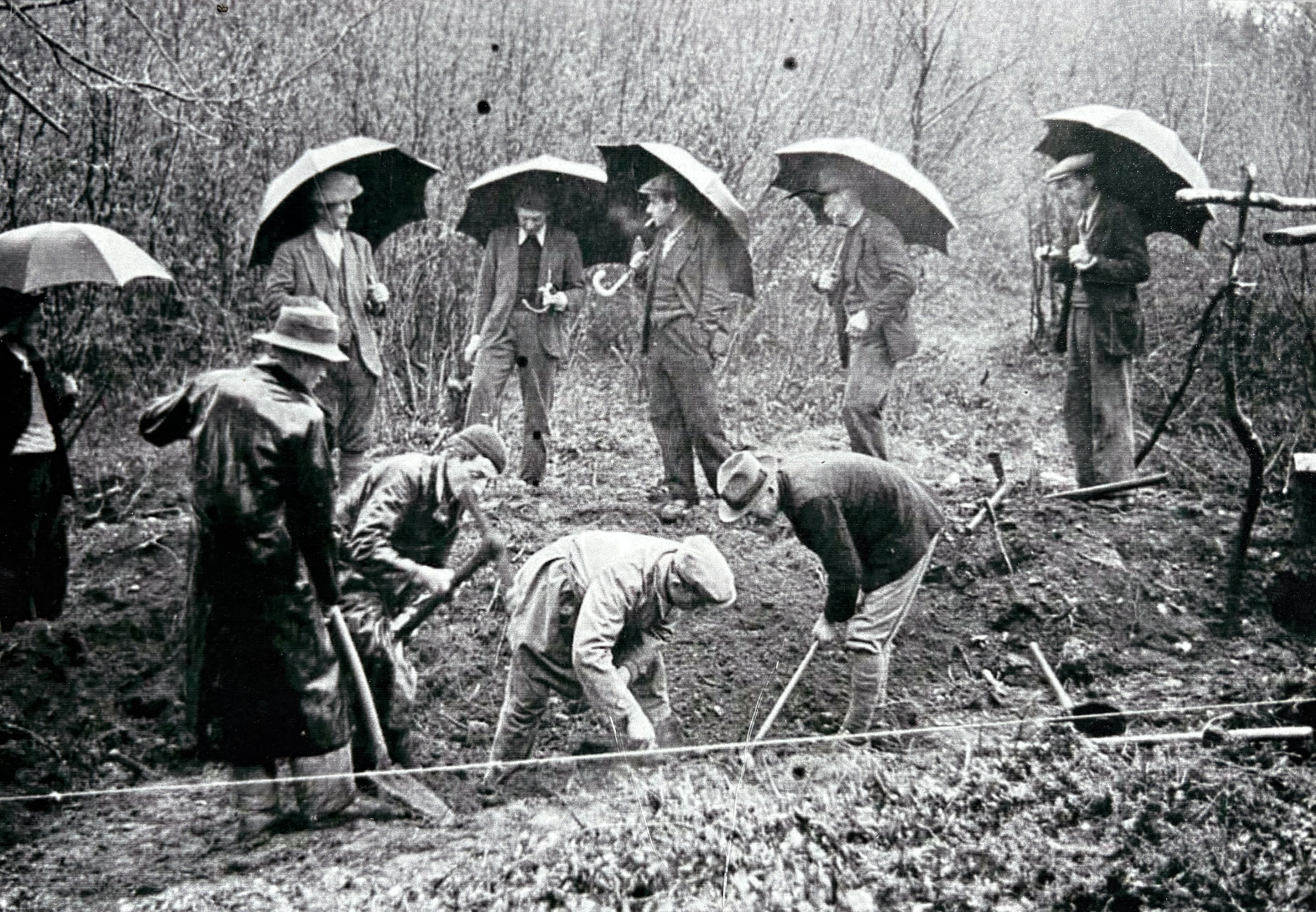
Erste Grabungen
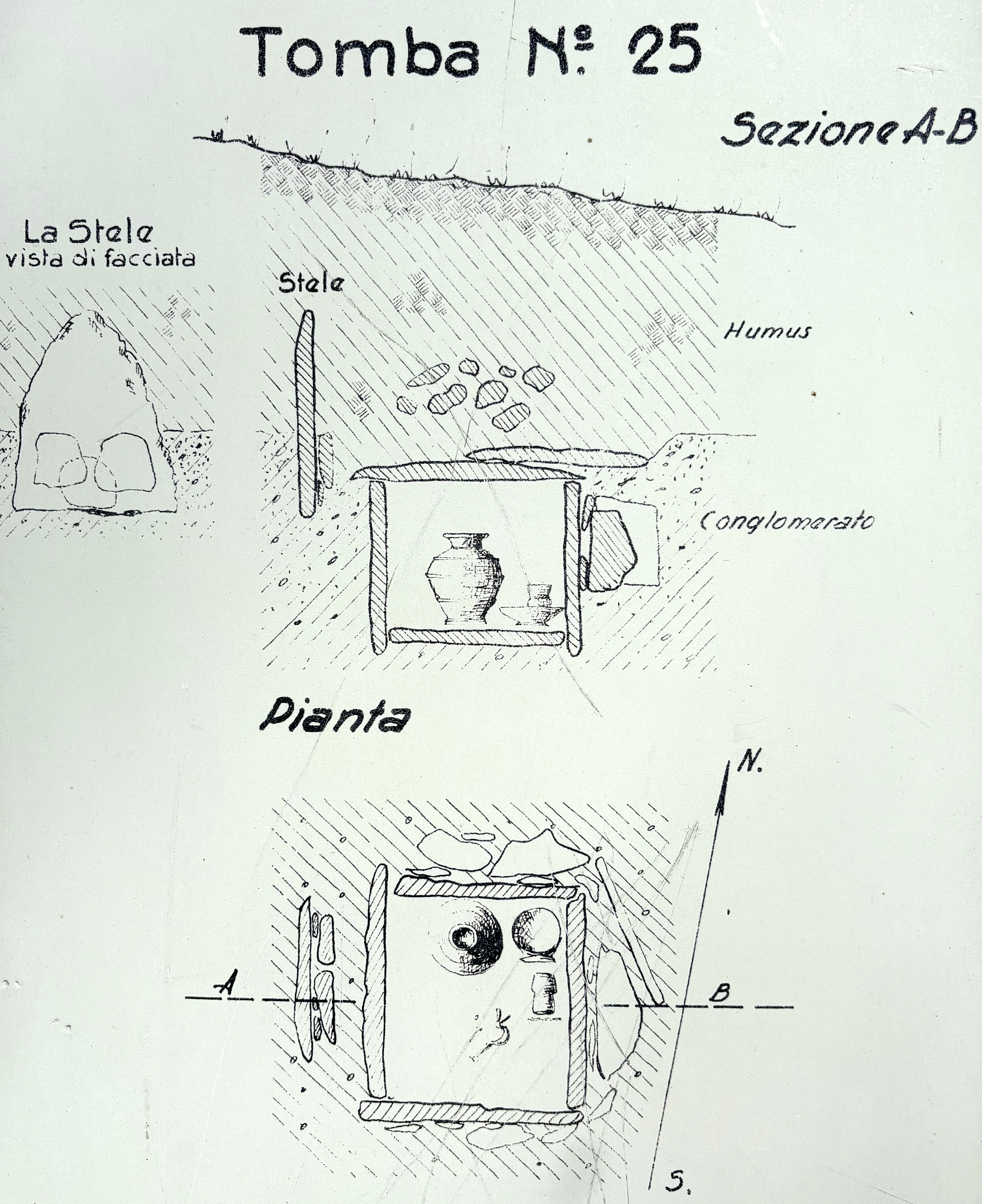
Skizze der Funde
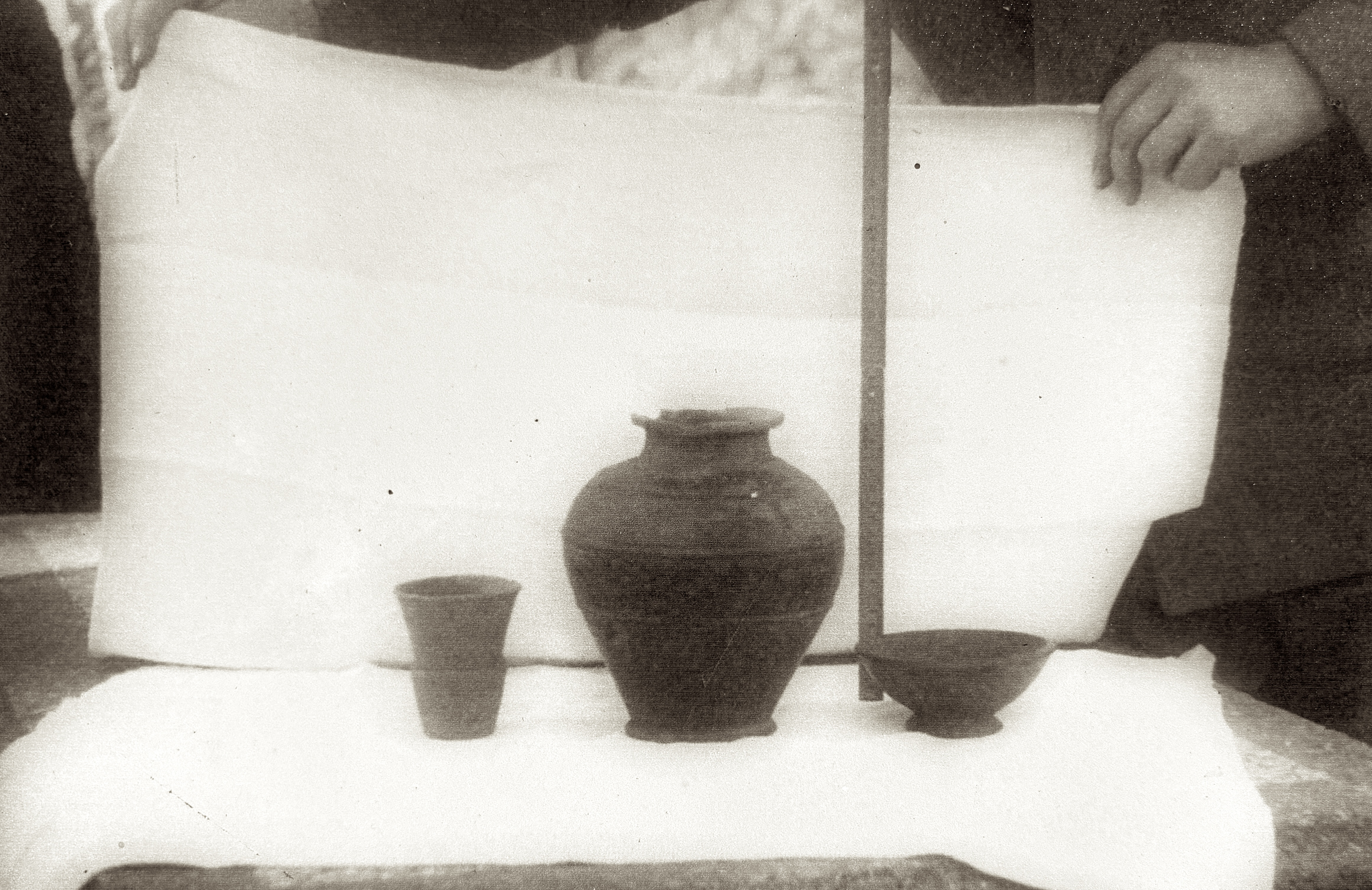
Funde

## Situation heute
Heute ist von den Ausgrabungen nichts mehr zu erkennen. Wenn nicht eine Tafel über den Fund informieren würde, würde nichts auf die historische Bedeutung dieses kleinen Passübergangs deuten.